# 高橋美行
高橋 美行（たかはし よしゆき、1956年1月22日 - ）は、元競輪選手。現役時代は日本競輪選手会愛知支部に在籍。日本競輪学校（当時。以下、競輪学校）第33期生。選手登録番号8800。師匠は黒須修典。

## 来歴
父、長兄の昭次、次兄の健二も元競輪選手。娘は高橋美沙紀（124期）で、娘に対しては競輪選手になることを以前から勧めていた。
1974年6月9日、名古屋競輪場でデビューし3着。初勝利は翌々日の同場。
特別競輪（現在のGI）では4回の決勝進出歴があり、1983年の競輪祭（小倉競輪場）では中野浩一にゴール直前交わされたものの2位。1985年のオールスター競輪（一宮競輪場）では3位に入り、優勝した健二とともに表彰台に上がった。
2006年1月13日、選手登録削除。通算成績2796戦329勝。